# Caribovia coffeacola
Caribovia coffeacola är en insektsart som först beskrevs av Dozier 1927.  Caribovia coffeacola ingår i släktet Caribovia och familjen dvärgstritar. Inga underarter finns listade i Catalogue of Life.